# Lycodonomorphus bicolor
Lycodonomorphus bicolor är en ormart som beskrevs av Günther 1893. Lycodonomorphus bicolor ingår i släktet Lycodonomorphus och familjen snokar. Inga underarter finns listade i Catalogue of Life.
Arten förekommer vid Tanganyikasjön i gränsområdet mellan Kongo-Kinshasa, Tanzania och Rwanda. Antagligen lever den även vid angränsande floder. Individerna är aktiva på natten och de vilar på dagen under klippor eller stenar vid strandkanten. Lycodonomorphus bicolor simmar ofta och den har fiskar samt groddjur som föda. Honor lägger ägg.
Beståndet påverkas i viss mån negativ av vattenföroreningar och överfiskning. I lämpliga områden är Lycodonomorphus bicolor vanligt förekommande. IUCN kategoriserar arten globalt som livskraftig.